# Jacobiasca jamesi
Jacobiasca jamesi är en insektsart som beskrevs av M. Firoz Ahmed 1979. Jacobiasca jamesi ingår i släktet Jacobiasca och familjen dvärgstritar.
Artens utbredningsområde är Uganda. Inga underarter finns listade i Catalogue of Life.